# Stark (single)
Stark é o décimo terceiro single da banda alemã Unheilig. Foi lançado em 23 de novembro de 2012, sendo parte do álbum "Lichter der Stadt (Winter Edition)". A canção original foi lançada no primeiro álbum da banda, Phosphor, em 2001. 

## Videoclipe
O vídeo mostra um casal feliz que acaba descobrindo um câncer na mulher, que mesmo durante um tratamento intensivo não deixam de ser feliz, até que um dia a mulher acaba falecendo.

## Lista de Faixas
| N.º | Título                                                                      | Duração |  |
| 1.  | "Stark 2012"                                                                | 3:34    |  |
| 2.  | "Stark 1992" (Remasterte Originalversion)                                   | 3:17    |  |
| 3.  | "Stark" (Exklusiver Auszug Aus Dem Hörbuch "Als Musik Meine Sprache Wurde") | 5:11    |  |

## Posição nas paradas
| Paradas  | Posição |
| -------- | ------- |
| Alemanha | 23      |
| Áustria  | 49      |

## Créditos
- Der Graf - Vocais/Composição/Letras/Produção
- Henning Verlage - Teclados/Programação/Produção
- Christopher "Licky" Termühlen - Guitarra
- Martin "Potti" Potthoff - Bateria/Percussão